# Косьюєль
Косьює́ль (рос. Косьюель) — річка в Республіці Комі, Росія, права притока річки Косью, правої притока річки Ілич, правої притоки річки Печора. Протікає територією Троїцько-Печорського району.
Річка протікає на північний схід та південний схід.